# Eberhard Quensel (justitieråd)
Olof Eberhard Carl Quensel, född 30 juli 1855 i Stockholm, död där 9 maj 1946, var en svensk jurist.

## Biografi
Quensel påbörjade sina studier vid Uppsala universitet 1874 och avlade juris kandidat där 1881 och blev 1882 vice häradshövding. 1888 blev han assessor i Hovrätten över Skåne och Blekinge och 1892 konstituerande revisionssekreterare vid Nedre justitierevisionen. Han blev ordinarie revisionssekreterare 1897 och var åren 1898–1902 dessutom expeditionschef vid Justitiedepartementet. Han var därefter justitieråd i Högsta domstolen 1902–1925.
Eberhard Quensel var son till justitierådet Jacob Andreas Christofer Quensel och Hedvig Ulrika Kiellander. Han gifte sig 1891 med Anna Jönsson (1865–1925), dotter till lantbrukaren Jöns Christiansson och Kerstin Nilsson. Flera söner blev liksom fadern framstående jurister: advokaten Conrad Quensel, regeringsrådet Gösta Quensel och kammarrättspresidenten Nils Quensel. Makarna Quensel är begravna på Solna kyrkogård.

## Utmärkelser
- Kommendör med stora korset av Nordstjärneorden, 6 juni 1911.[4]